# Halenia deflexa
Halenia deflexa là một loài thực vật có hoa trong họ Long đởm. Loài này được (Sm.) Griseb. mô tả khoa học đầu tiên năm 1839.